# 와바나키 연맹

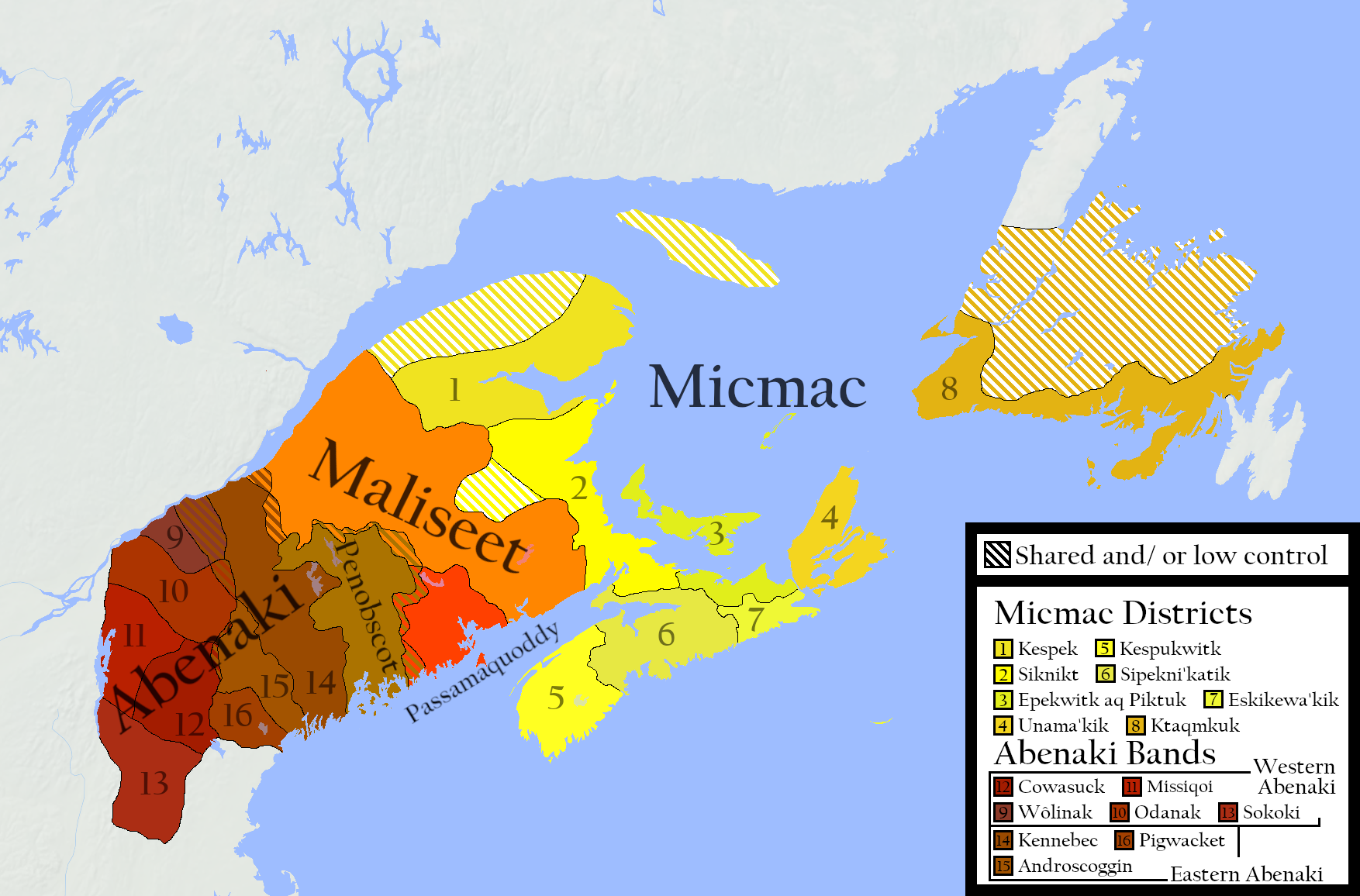

와바나키 연맹(Wabanaki Confederacy)은 세인트로렌스강 우안 아카디아(오늘날의 미국 메인주, 캐나다 뉴브런즈윅주)와 뉴펀들랜드섬에 살던 알곤킨계 다섯 부족이 뭉친 연맹체였다. “와바나키”란 “해 뜨는 땅”, 즉 “동녘 땅”이라는 뜻이다.
와바나키 연맹을 구성한 다섯 부족은 아베나키, 미크막, 왈라스토키익, 페스코토마흐카티, 파나와흐프스케위였다. 그 밖에도 노리지워크, 카니바스, 알레무시스키, 페나쿡, 소코키 등의 부족들도 있었으나, 부족 간 융화나 학살 등을 겪으면서 5대 부족으로 정체성이 흡수되었다.:117
와바나키 연맹은 1680년대에 백인들의 상륙과 이로쿼이 연맹의 북상이라는 위협을 마주한 알곤킨 제족들이 모여서 결성했다. 이들은 웬다트 연맹과 동맹해서 이로쿼이 연맹을 적대했다. 백인들과의 관계에서는 대체로 아카디아에 식민지를 건설한(누벨프랑스) 프랑스 편을 들어 영국을 적대했다. 7년 전쟁의 승리로 프랑스를 쫓아내고 북미 식민지를 독차지한 영국은 자신들을 적대한 와바나키 연맹을 핍박했고, 1862년 캐나다 식민정부는 와바나키 연맹을 강제로 해산시켰다. 하지만 연맹을 구성한 다섯 부족은 없어지지 않고 남아 1993년 전통을 계승하고 권익을 요구하는 단체로서 연맹을 부활시켰다.